# James Ellsworth

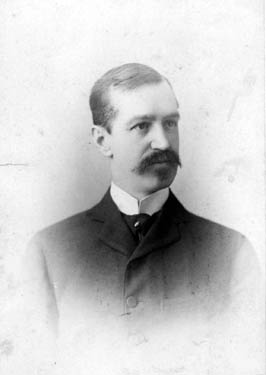
James Ellsworth

James Ellsworth, född 13 oktober 1849 i Hudson i Ohio, död 2 juni 1925 i Villa Palmieri Florens i Italien, var en amerikansk bankman och kolgruveägare. Han var far till Lincoln Ellsworth.
Ellsworth studerade vid Western Reserve College and Preparatory School (idag känt som Western Reserve Academy); efter examen 1868 anställdes han som kontorist i Cleveland i Ohio. År 1869 bytte han arbete och anställdes vid kolgruvbolaget Ames & Co. Fem år senare gick han in som ägare av bolaget som då bytte namn till James W. Ellsworth & Co. Företaget expanderade med gruvor i Ohio i Pennsylvania, West Virginia och Virginia samt försäljningskontor i Chicago, New York City och Pittsburgh. Expansionen ledde till att Ellsworth skapade en förmögenhet. Mellan 1896 och 1898 var han direktör för Union National Bank of Chicago.
Ellsworth gifte sig 4 november 1874 med Eva Frances Butler och de fick 1880 sonen Lincoln som,  senare skulle bli en av amerikas flygpionjärer. Han var en stor samlare av mynt och blev medlem i American Numismatic and Archaeological Society (AMAS) 1893; hans stora samling av kopparmynt såldes 1923 till George Clapp som donerade samlingen till AMAS.
När Ellsworth återkom till Hudson 1907 möttes han av en katastrofplats. En stor brand hade ödelagt staden och han tidigare skola hade tvingats stänga på grund av ekonomiska problem. Han inledde ett arbete med att återskapa och förbättra staden. Utöver stora donationer till staden Hudson stödde han Roald Amundsens polarexpedition 1925.